# Линдсборг (Канзас)
Ли́ндсборг (англ. Lindsborg /'lɪnzbɔːrg/) — город, расположенный в округе Мак-Ферсон, штата Канзас, США. Был основан в 1869 году выходцами из Швеции, поэтому город получил прозвище «Маленькая Швеция». Город сохранил связь со Швецией как в культуре, так и в архитектуре. На сегодняшний день 30 % населения города имеют шведские корни. Два раза в год здесь проводится Фестиваль «Дань Уважения Швеции» (Svensk Hyllningsfest).

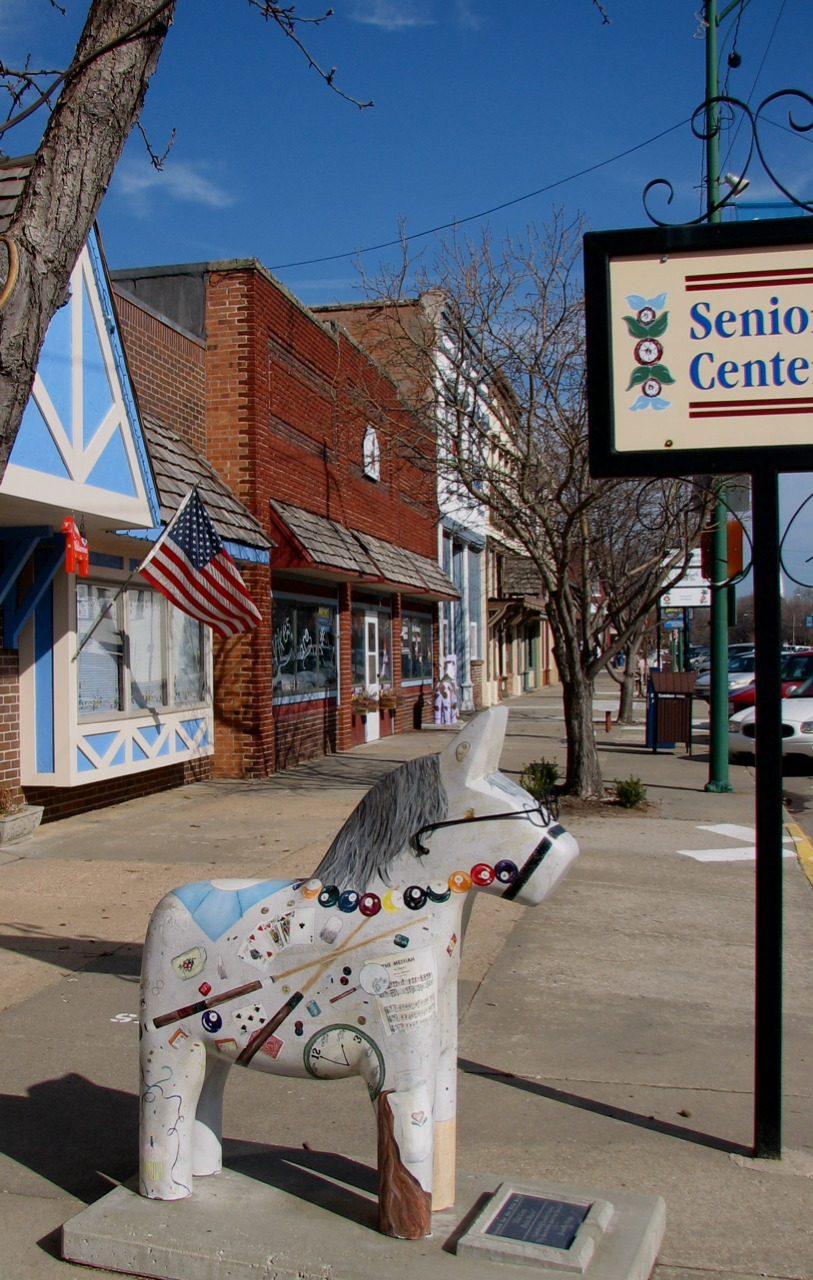
Скульптура далекарлийской лошадки (2007)

В центре города расположено множество магазинов, где можно найти самые разнообрасные сувениры в шведском стиле, в том числе символ Швеции — далекарлийскую лошадку. В шутливом подражании параду коров, Линдсборг создаёт своё стадо из далекарлийских лошадок. Статуи размером с пони, разукрашены самым разнообразным образом: то с элементами флага, то музыкальной атрибутики, то спортивной — на сколько хватит фантазии художника.
Согласно переписи 2010 года, население города составляет 3458 человек.

## История
В 1803 году большая часть современного Канзаса перешла к США в рамках покупки Луизианы. В 1861 году Канзас стал 34-м штатом США. В 1867 году был основан округ Мак-Ферсон.
Линдсборг был основан весной 1869 года группой шведских эмигрантов из провинции Вермланд. Руководил переселением пастор Олаф (Улоф) Олсен(en). Тогда ещё в этих местах проживало много индейцев — на западе, юго-западе и северо-востоке от Линдсборга располагались палаточные поселения индейцев.
Со шведского языка Линдсборг переводится как «За́мок из Липы». Название городу дали три человека (чьи имена созвучны с именем города): Lind, Lindgren и Lindahl, занимавшие видное положение в Чикагской Организации Шведских Фермеров (Svenska Lantbrukskompaniet). Чикагская организация активно помогала в заселении Линдсборга до 1877 года.
Первая железная дорога через Линдсборг прошла в 1879 году, и в этом же году он получает статус города.
Линдсборг с давних пор знаменит Фестивалем «Дань Уважения Швеции»en и другими событиями, памятующими о шведских первопроходцах. Фестиваль «Дань Уважения Швеции» проводится, начиная с 1941 г., один раз в два года в октябре (по нечётным годам).

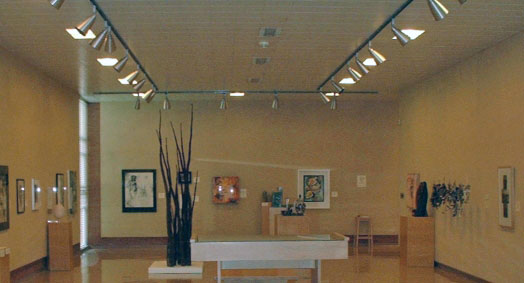
Мемориальная Галерея Биргера Сандзена

В рамках проведения Сент-Луисской Всемирной выставки, в 1904 г. было построено Международное Выставочное здание «Шведский Павильон». После завершения выставки «Шведский Павильон» был куплен В. В. Томасом, министром США по Швеции и Норвегии. Томас подарил павильон колледжу Бетаниen в Линдсборге в память о своём друге Карле Свенсонеen, основателю колледжа. Павильон был перевезён в Линдсборг, где использовался колледжом как учебное помещение, библиотека и помещение художественного отдела. В 1969 году «Шведский Павильон» снова был перевезён к Музею округа Мак-Ферсон «Старая Мельница»en, тоже расположенному в Линдсборге.
В Линдсборге находится Художественная Мемориальная Галерея, где представлены работы Свена Биргера Сандзенаen, художника, жившего в городе с 1894 по 1954 гг. Галерея была основана 20 октября 1957 года на территории кампуса колледжа Бетани. Здесь хранится крупнейшая коллекция картин, графики, акварели и гравюр С. Б. Сандзена.

## География
Линдсборг расположен в центральной части штата Канзас. Город лежит на плато Великие равнины, экорегион Центральная Великая Равнина (Central Great Plains).. К южной части города примыкает река Смоки-Хилл (Smoky Hill River), в юго-восточной части расположены два озера, в северо-восточной части — одно озеро.
По данным Бюро переписи населения США 2015 года, город имеет следующие географические координаты: 38°34′32″ с. ш. 97°40′26″ з. д. (38.575601, −97.674006), имеет общую площадь 3,90 км2, из которых только 0,03 км2 водной поверхности.

### Климат
Климат города жаркий и влажный летом, и холодный и сухой зимой. В соответствии с классификацией климатов Кёппена, город принадлежит Субтропическому муссонному климату («Cfa»).
| Показатель                                           | Янв.  | Фев.  | Март  | Апр.  | Май  | Июнь | Июль | Авг. | Сен. | Окт. | Нояб. | Дек.  | Год   |
| ---------------------------------------------------- | ----- | ----- | ----- | ----- | ---- | ---- | ---- | ---- | ---- | ---- | ----- | ----- | ----- |
| Абсолютный максимум, °C                              | 25,6  | 28,9  | 31,7  | 40,6  | 37,8 | 44,4 | 45   | 43,3 | 37,8 | 30   | 21,7  | 27,8  | 45    |
| Средний суточный максимум, °C                        | 4     | 7,1   | 12,8  | 19,3  | 24,5 | 30,5 | 33,9 | 33   | 27,6 | 21,1 | 12,3  | 5,9   | 19,3  |
| Средняя температура, °C                              | −1,8  | 0,9   | 6,3   | 12,7  | 18,2 | 24   | 27,3 | 26,3 | 20,9 | 14,3 | 6,2   | 0,3   | 13    |
| Средний суточный минимум, °C                         | −7,7  | −5,3  | −0,1  | 6,1   | 11,9 | 17,6 | 20,7 | 19,7 | 14,3 | 7,4  | 0,1   | −5,4  | 6,6   |
| Абсолютный минимум, °C                               | −27,8 | −28,3 | −20,6 | −10,6 | −2,8 | 4,4  | 9,4  | 7,8  | −1,1 | −10  | −20,6 | −31,1 | −31,1 |
| Норма осадков, мм                                    | 18    | 24    | 56    | 71    | 112  | 105  | 90   | 81   | 74   | 60   | 31    | 23    | 745   |
| Источник: “Weatherbase”. Проверено 26 августа 2015г. |       |       |       |       |      |      |      |      |      |      |       |       |       |

Суммарная годовая толщина снежного покрова по месяцам составляет 48,5 см. Максимальная толщина снежного покрова за месяц 14,2 см (Январь).

## Население
| Год переписи | Население | Прирост, % |
| ------------ | --------- | ---------- |
| 1880         | 466       | —          |
| 1890         | 968       | 107,7 %▲   |
| 1900         | 1279      | 32,1 %▲    |
| 1910         | 1939      | 51,6 %▲    |
| 1920         | 1897      | -2,2 %▼    |
| 1930         | 2016      | 6,3 %▲     |
| 1940         | 1913      | -5,1 %▼    |
| 1950         | 2383      | 24,6 %▲    |
| 1960         | 2609      | 9,5 %▲     |
| 1970         | 2764      | 5,9 %▲     |
| 1980         | 3155      | 14,1 %▲    |
| 1990         | 3076      | -2,5 %▼    |
| 2000         | 3321      | 8,0 %▲     |
| 2010         | 3458      | 4,1 %▲     |
| 2020         | 3776      | 9,2 %▲     |

| Раса                | Линдсборг | Канзас |
| ------------------- | --------- | ------ |
| Европейцы           | 94,8%     | 83,8%  |
| Африканцы           | 1,7%      | 5,9%   |
| Коренные американцы | 0,1%      | 1,0%   |
| Азиаты              | 0,5%      | 2,4%   |
| Гавайцы и океанийцы | 0,1%      | 0,1%   |
| Смешанные расы      | 2,1%      | 3,0%   |

На 2010 год в городе проживало 3 458 человек.
В городе 829 семей и 1 303 домохозяйства. Средняя плотность населения составляет 799,5 человек на км2. Количество жилья — 1 414 единиц, плотность жилья в среднем 362,6 домов на км2. Из всех домохозяйств 28,1 % хозяев имеют детей в возрасте до 18 лет, проживающих с ними; 52,3 % состоят в браке; 8,4 % матерей-одиночек; 2,9 % отцов-одиночек; 36,4 % не имеют семьи. В 31,1 % всех домохозяйств проживает один человек, 15,7 % из них в возрасте 65 лет и старше. Средний размер проживающих в одном домохозяйстве 2,31 человек; средний размер одной семьи 2.88 человека.
Средний возраст жителя города 37,8 лет. 20,3 % жителей в возрасте до 18 лет; 17,4 % в возрасте от 18 до 24 лет; 18,7 % — от 25 до 44 лет; 23,6 % — от 45 до 64 лет; 19,9 % в возрасте 65 лет и старше. Гендерный состав города: 47,5 % мужчин и 52,5 % женщин.

## Система образования

### Колледжи и университеты
- Бетани Колледжen

### Начальное и среднее образование
Линдсборг является частью Объединённого Школьного Района 400 (USD 400), в него входят:
- Soderstrom Elementary. Архивировано из оригинала 20 сентября 2015 года. (от preK до 4-го класса)
- Smoky Valley Middle School. Архивировано из оригинала 16 мая 2015 года. (от 5-го до 8-го класса)
- Smoky Valley High School. Архивировано из оригинала 21 декабря 2015 года. (от 9-го до 12-го класса)

### Другое
- Так же в Линдсборге находится Международная Шахматная Школа Анатолия Карпова.[17]

## Достопримечательности
- Художественная Мемориальная Галерея Биргера Сандзена — собрание картин (масло, акварель) и гравюр Свена Биргера Сандзенаen, известеного своими пейзажами Юго-запада США.
- Парк «Холмы Коронадо» — живописный парк в паре миль к северо-западу от Линдсборга. В парке живописные виды, произрастает много деревьев, юкки и сумаха. Был основан в 1930 году как место для пикников и назван в честь Франсиско Коронадо, конкистадора, первым из европейцев добравшимся до Канзаса. В парке есть небольшое здание из известняка, построенное в стиле шотландского замка Стерлинг, так же парк оборудован столами, мангалами и туалетами.
- Музей округа Мак-Ферсон «Старая Мельница» (McPherson County Old Mill Museum) — исторический музей, где представлены механизмы водяной мельницы времён постройки, первые трактора, кузница, исторические документы и фотографии первых поселенцев, железной дороги 1879 года, банков и магазинов. Воссозданы комнаты, с убранством первых жителей Линдсборга. Здание мельницы было построено в 1898 году.

Список достопримечательностей Линдсборга и их координат можно найти на Национальном реестре исторических мест округа Мак-Ферсон

## Галерея
- История Линдсборга в фотографиях, коллекция фотографий из библиотеки Государственного Университета Уичиты
- Фотографии с Фестиваля Шведского Наследия 1961 года (Svensk Hyllningsfest)
- Фотогалерея на сайте города. Архивировано из оригинала 23 сентября 2015 года.

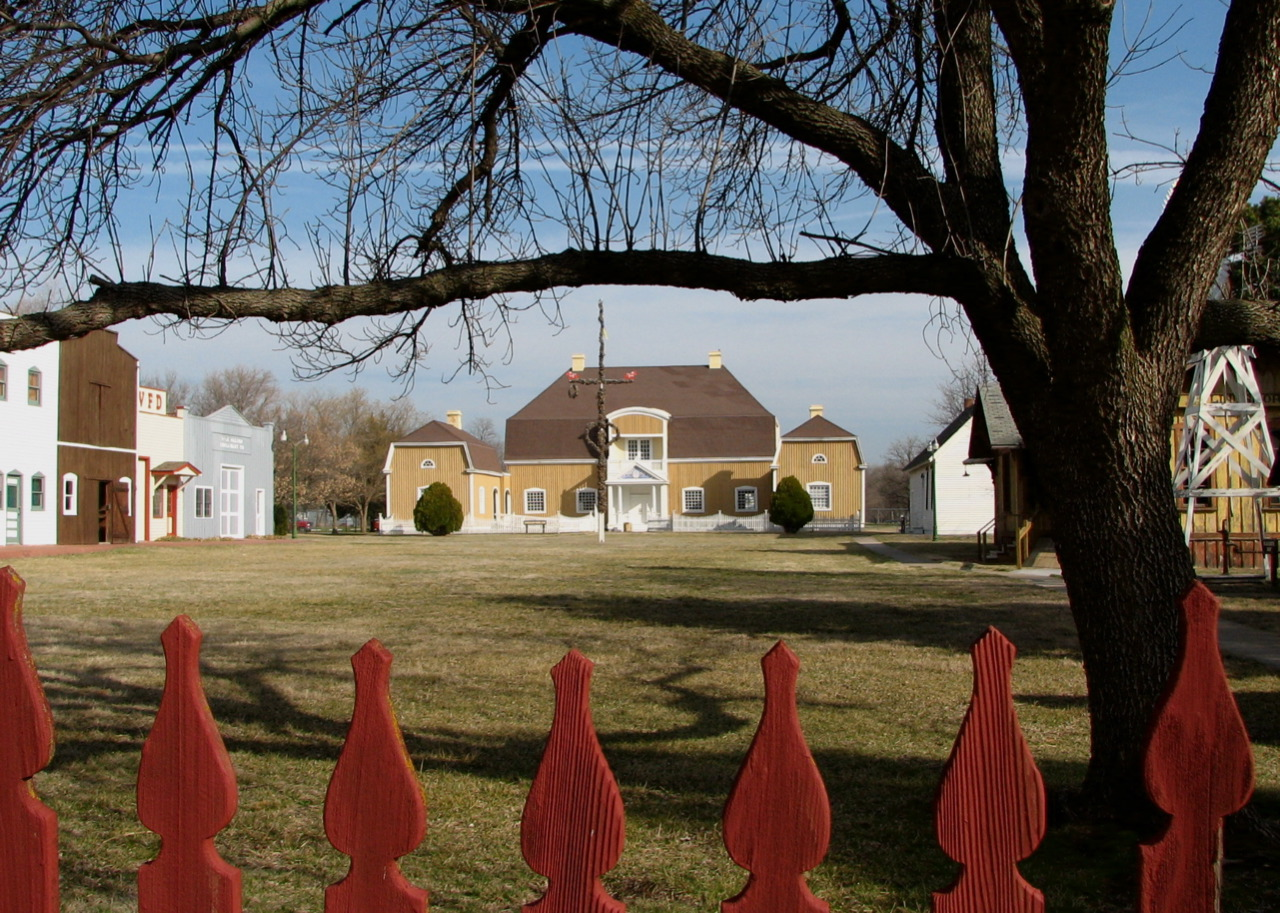
«Шведский Павильон»en с Всемирной выставки 1904 года. 2009г
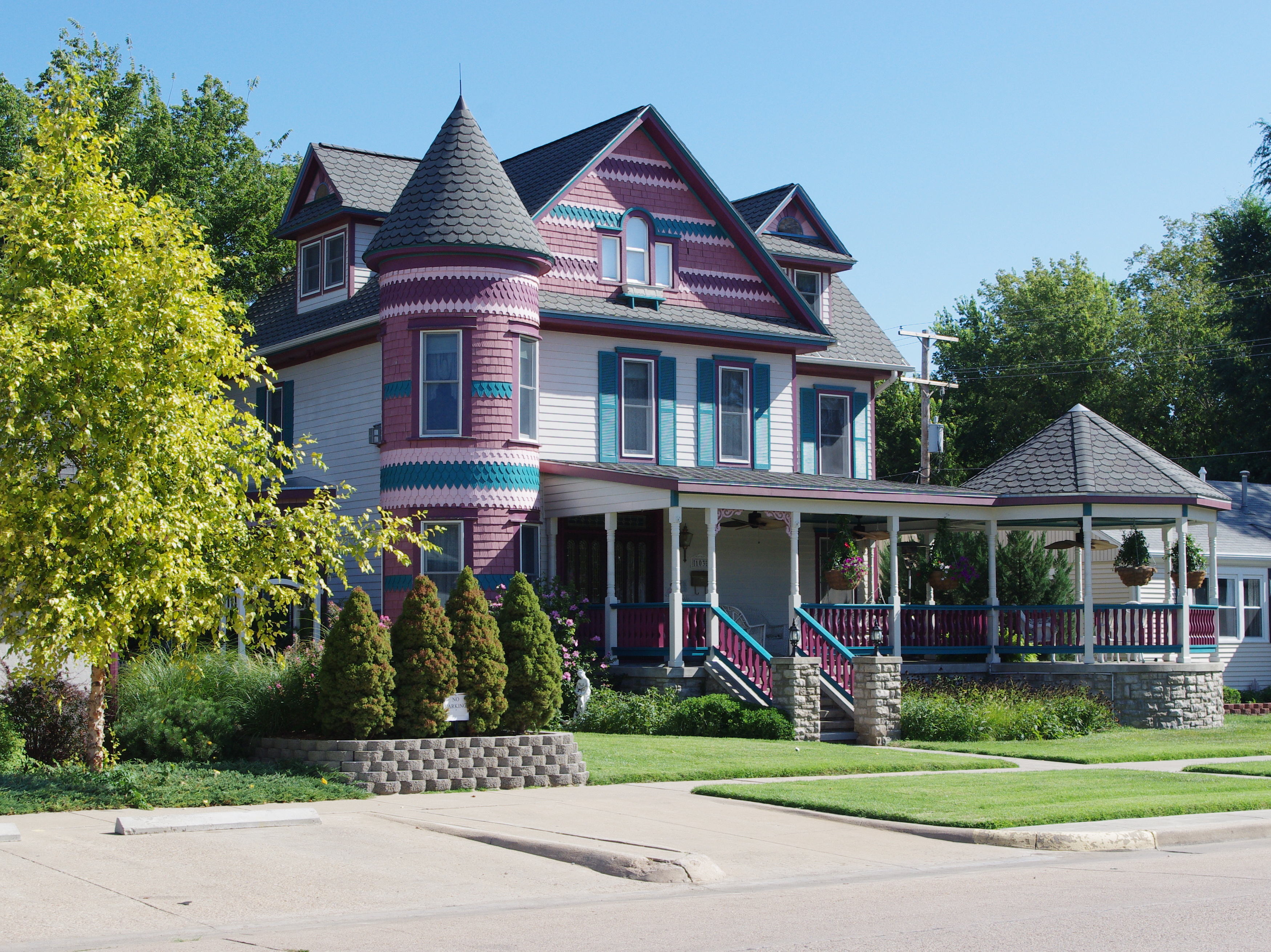
Дом Росберга, «Bed and breakfast». 2004г
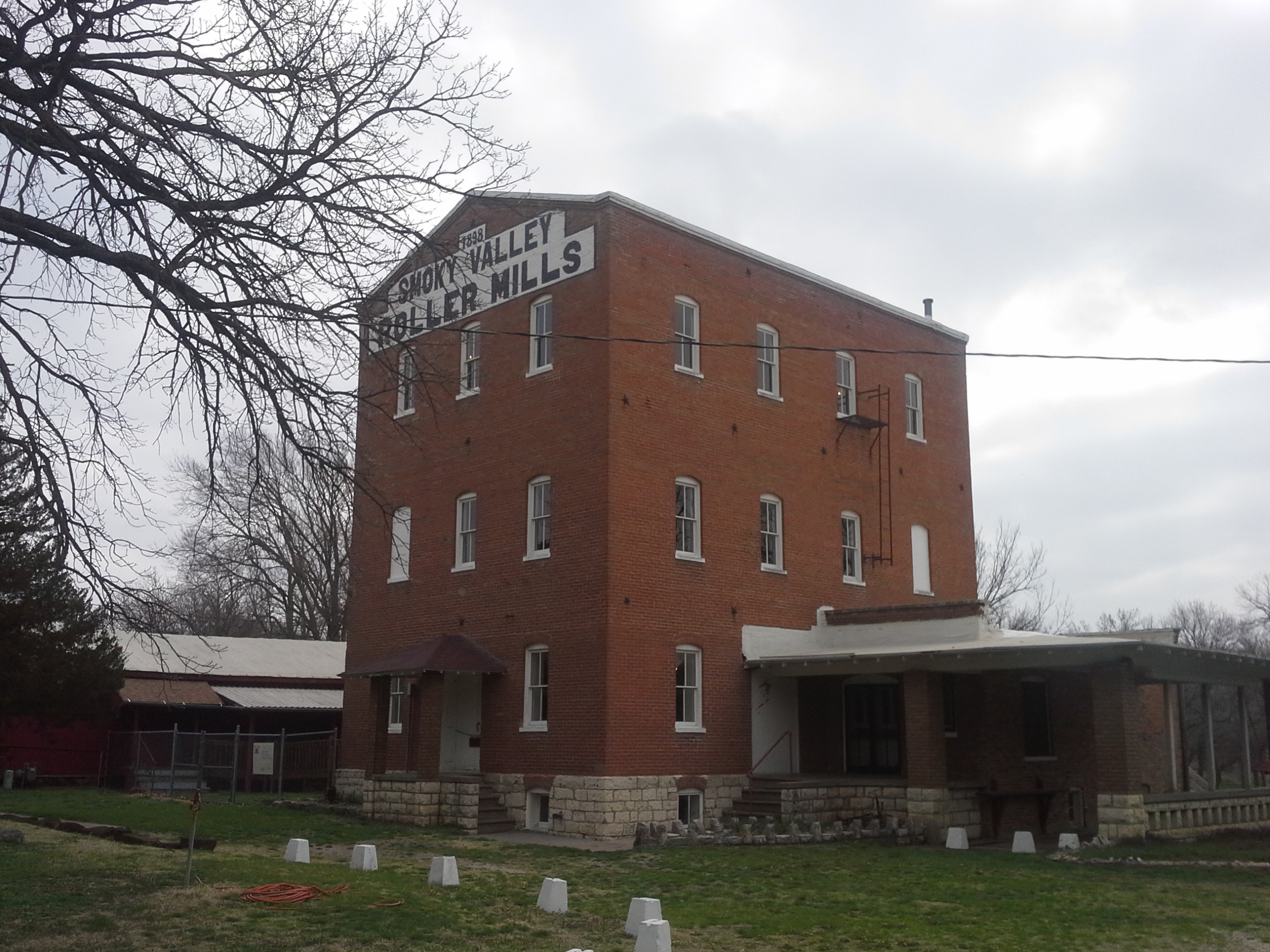
Музей «Водяная Мельница Закопчёной Долины»
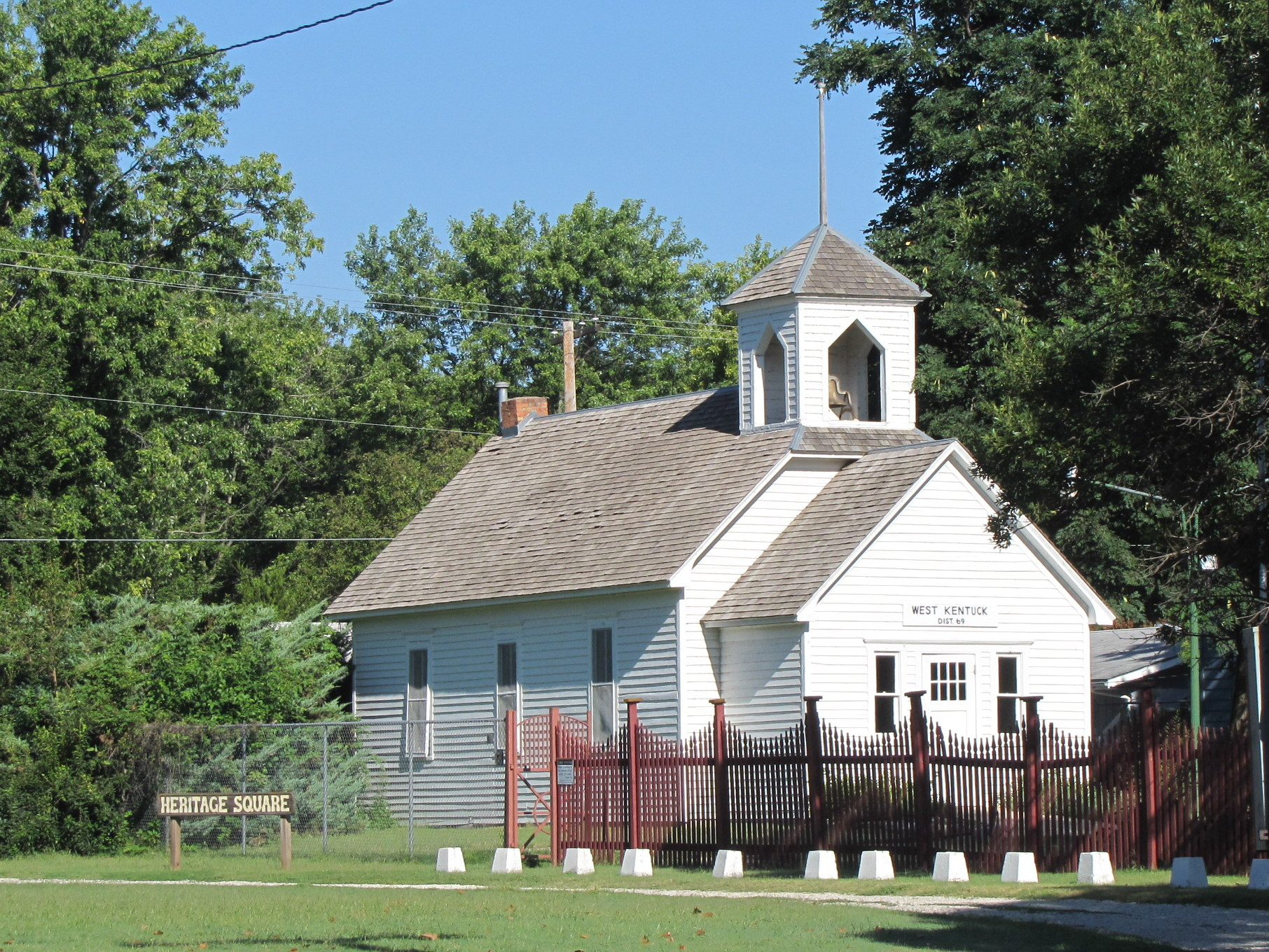
Здание на площади наследия
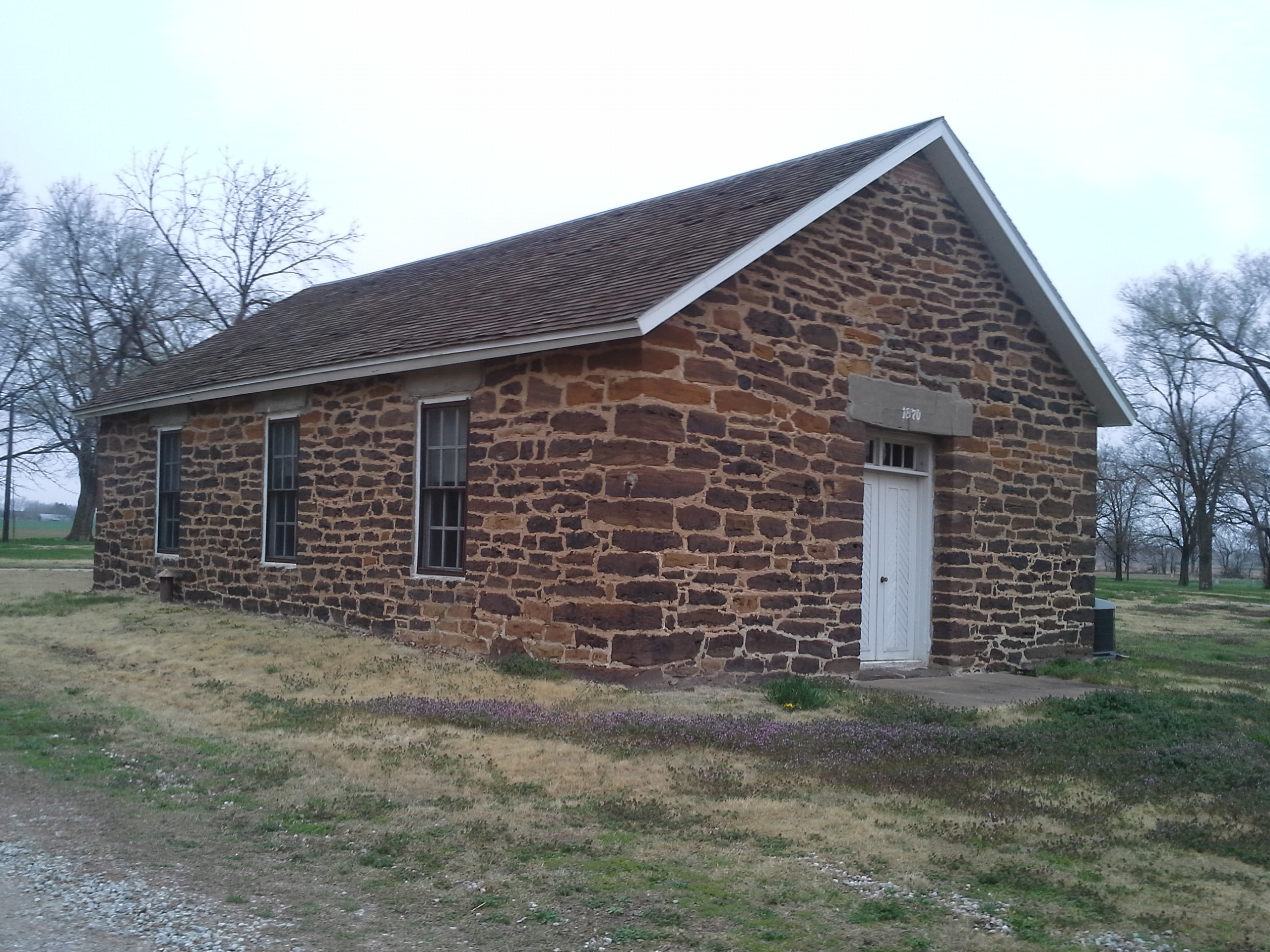
Старое здание Лютеранской Церкви Фермонта около Линдсборга
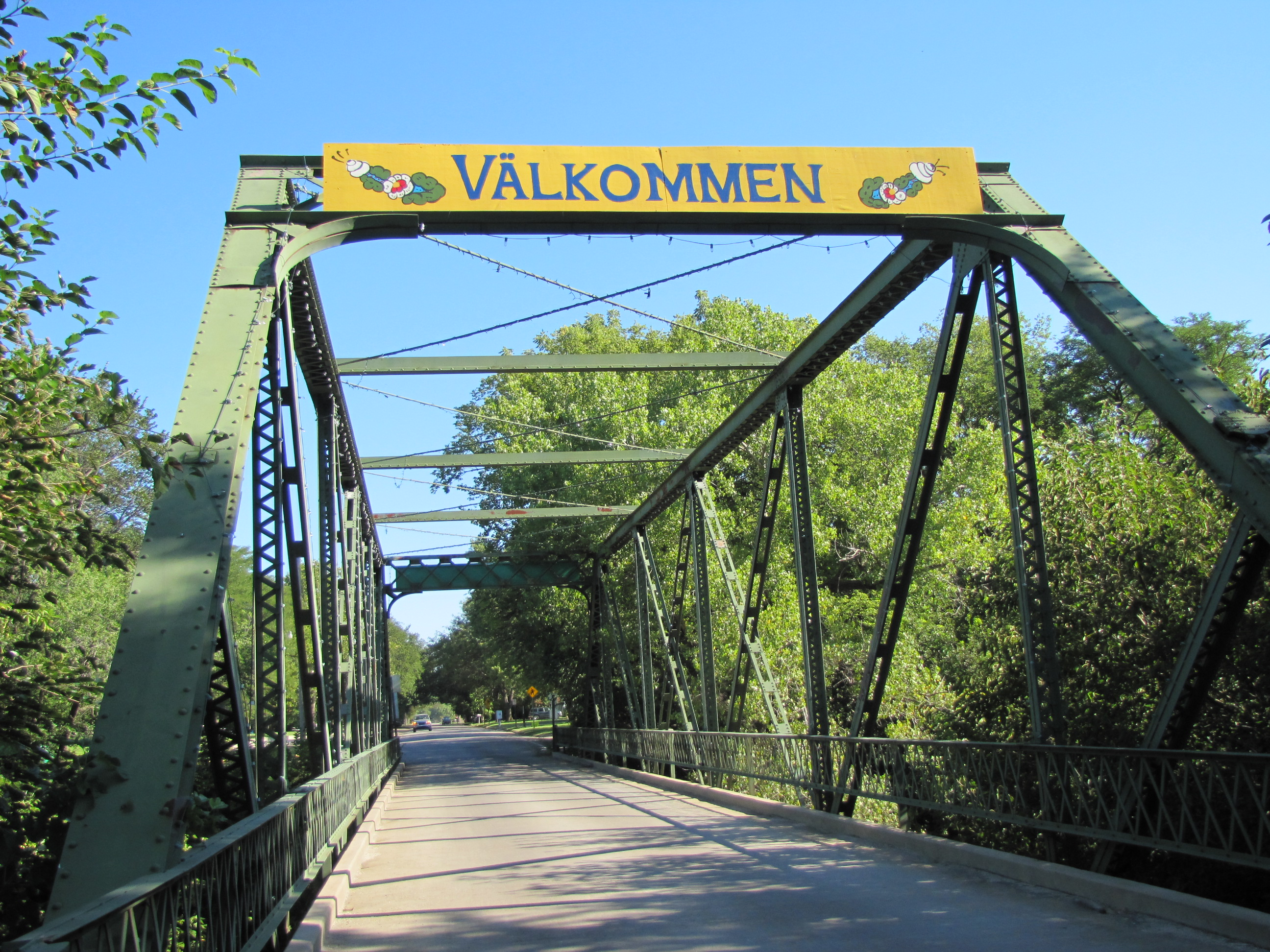
Мост, с приветствием на шведском
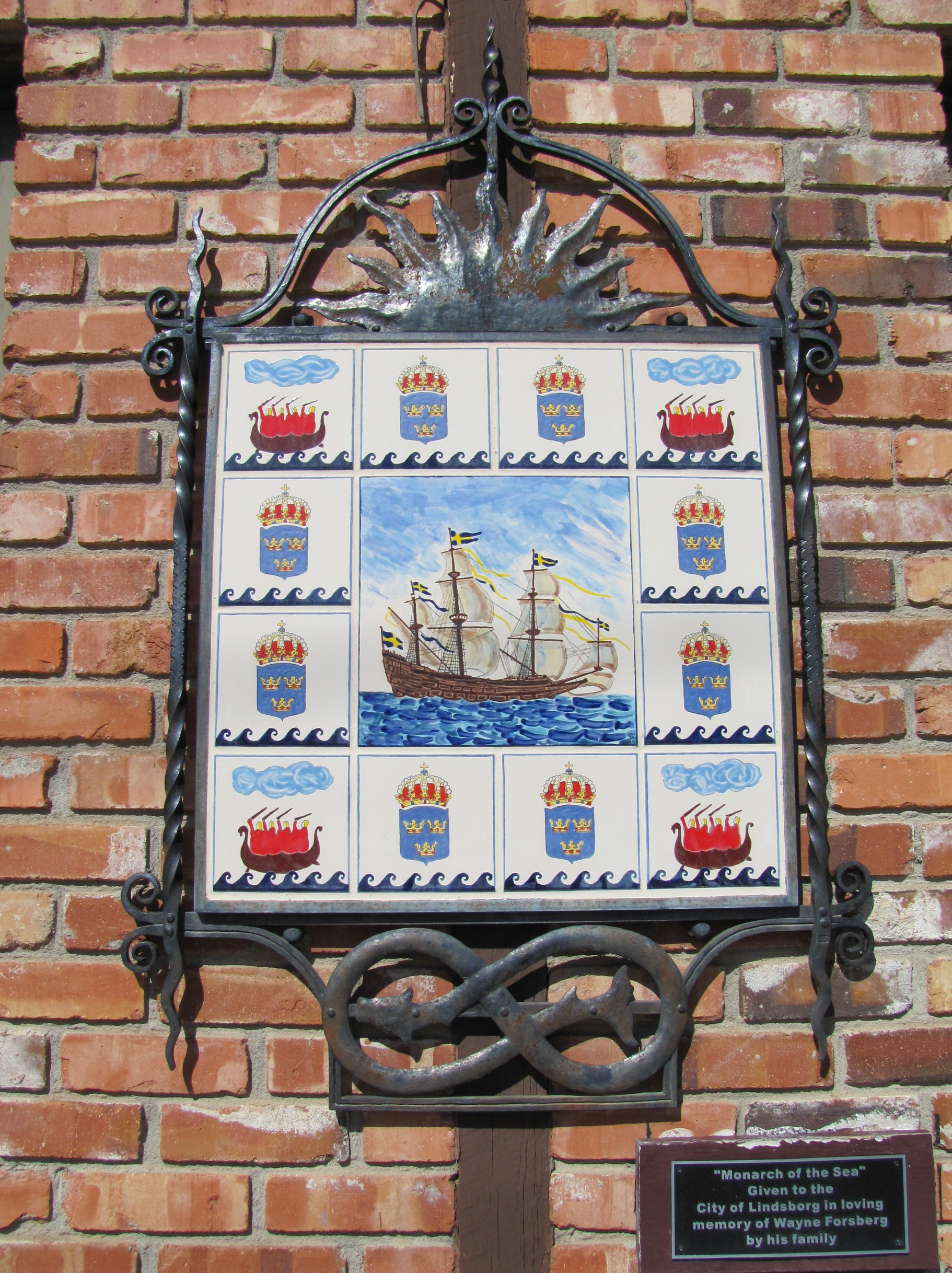
Изображение шведского корабля "Монарх Моря", выполненное в виде герба
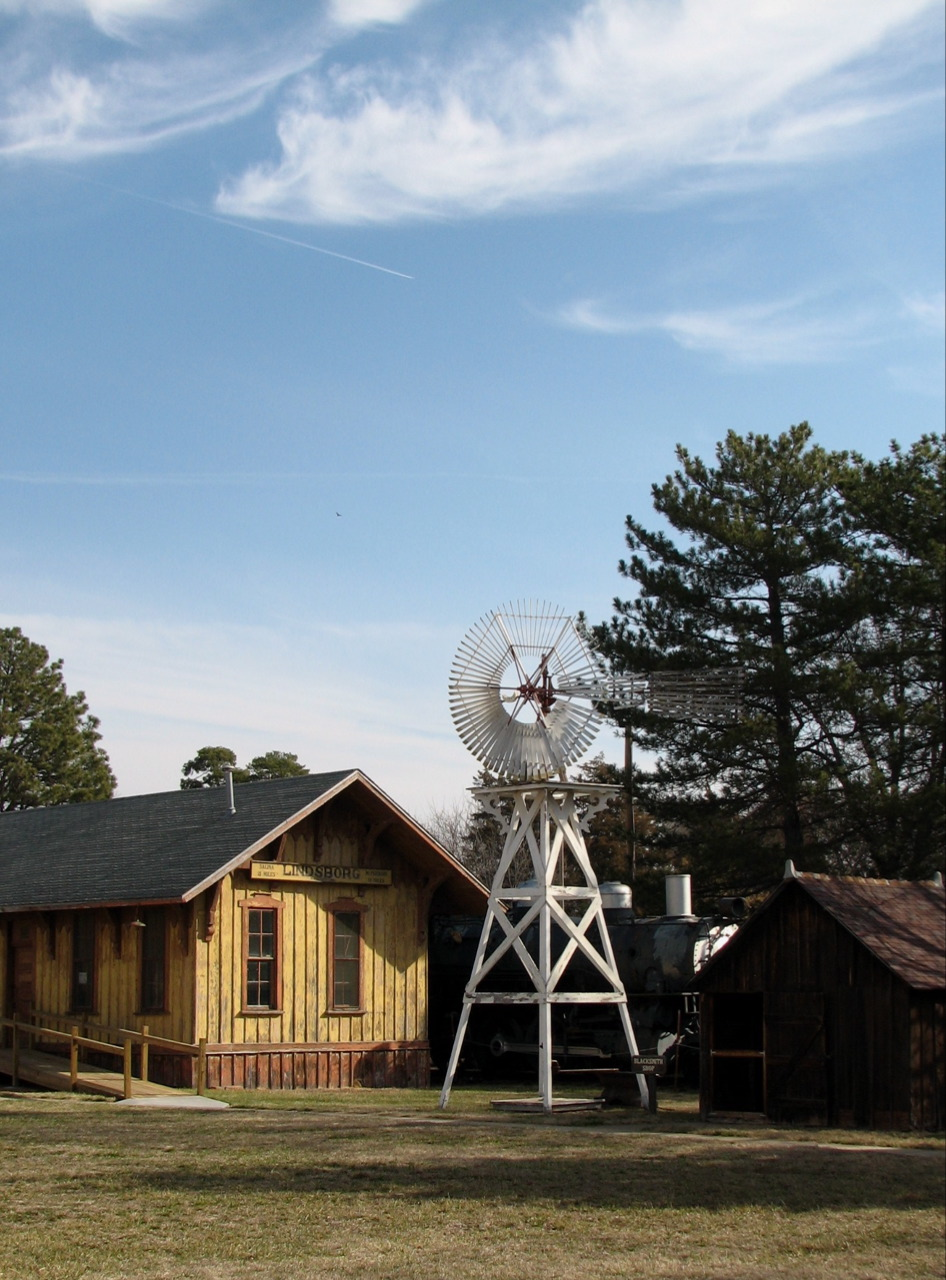
Старая Ж/Д станция Линдсборга. 2007г
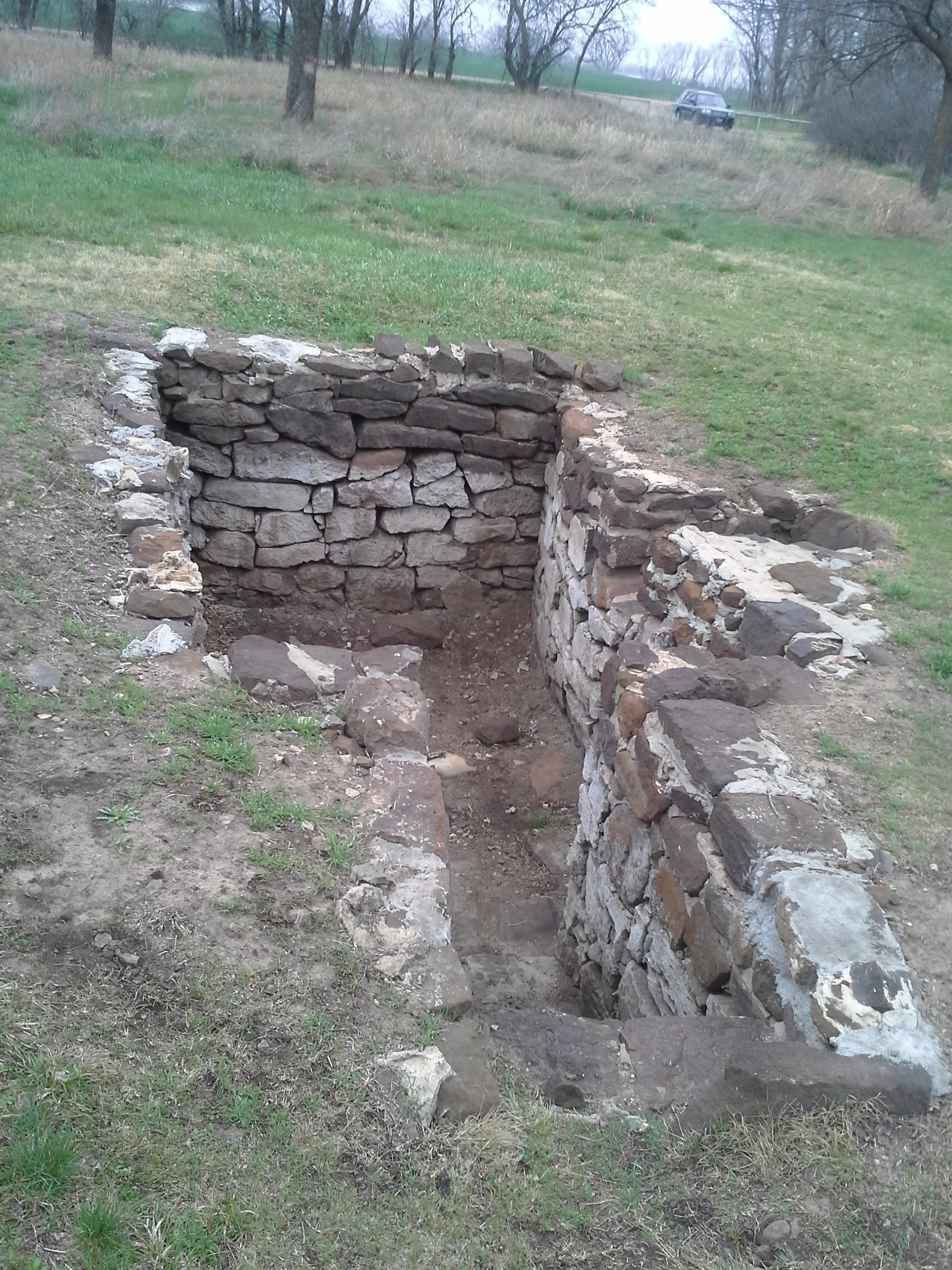
«Землянка Хогланда», остатки дернового домаen около Линдсборга